# Zilbermintsita-(La)
La zilbermintsita-(La) és un mineral de la classe dels silicats. Rep el nom del professor Veniamin A. Zilbermints (1887–1939) qui va ser un pioner de l'estudi del dipòsit de Mochalin.

## Característiques
La zilbermintsita-(La) és un sorosilicat de fórmula química (CaLa₅)(Fe³⁺Al₃Fe²⁺)[Si₂O₇][SiO₄]₅O(OH)₃. Va ser aprovada com a espècie vàlida per l'Associació Mineralògica Internacional en el mes d’octubre de l'any 2023, i publicada l'any següent. Cristal·litza en el sistema monoclínic. És l'anàleg amb Fe³⁺ dominant de la radekškodaïta-(La).
L'exemplar que va servir per a determinar l'espècie, el que es coneix com a material tipus, es troba conservat a les col·leccions del Museu Mineralògic Fersmann, de l'Acadèmia de Ciències de Rússia, a Moscou (Rússia), amb el número de registre: 6034/1.

## Formació i jaciments
Va ser descoberta a Mochalin Log, un placer d'or situat no gaire lluny de la ciutat de Kixtim, a l'óblast de Txeliàbinsk (Rússia), sent aquest indret l'únic a tot el planeta on ha estat descrita aquesta espècie mineral.